# SpaceX CRS-24
SpaceX CRS-24, також відома як SpX-24 — двадцять четверта місія вантажного космічного корабля Dragon до Міжнародної космічної станції, запуск якої здійснено 21 грудня 2021 року. Це четвертий запуск ракети-носія компанії SpaceX в рамках другої фази контракту Commercial Resupply Services (2016 року) з компанією НАСА.

## Корисне навантаження
Dragon доставив на МКС понад 2989  кг корисного навантаження. У тому числі:
- Матеріали для наукових досліджень — 1119 кг,
- Продукти харчування (у тому числі різдвяні подарунки для учасників 66-ї експедиції) — 386 кг,
- Обладнання для станції — 328 кг,
- Обладнання для виходу у відкритий космос — 182 кг,
- Комп'ютерне обладнання — 33 кг.

## Хід місії
Запуск здійснено 21 грудня 2021 року о 10:07:08 (UTC).
Стикування з МКС відбулось 22 грудня 2021 року о 08:41 (UTC).
Корабель із корисним навантаженням на борту від'єднався від станції 23 січня о 15:40 (UTC) та успішно приводнився в Мексиканській затоці 24 січня 2022 року о 21:05 (UTC).